# Liste des souverains du Koweït
La liste suivante présente les différents souverains (chouyoukh puis oumara) du Koweït.

## Liste
| Cheikhat du Koweït    |                   |                   |
| Sabah Ier             | 1752              | 1762              |
| Abdallah Ier          | 1762              | 3 mai 1814        |
| Jaber Ier             | 3 mai 1814        | 1859              |
| Sabah II              | 1859              | Novembre 1866     |
| Abdallah II           | Novembre 1866     | Mai 1892          |
| Muhammad Ier          | Mai 1892          | Mai 1896          |
| Mubarak Ier           | Mai 1896          | 28 novembre 1915  |
| Jaber II              | 28 novembre 1915  | 5 février 1917    |
| Salim Ier             | 5 février 1917    | 22 février 1921   |
| Ahmad Ier             | 22 février 1921   | 29 janvier 1950   |
| Abdallah III          | 29 janvier 1950   | 19 juin 1961      |
| État du Koweït        |                   |                   |
| Abdallah III          | 19 juin 1961      | 24 novembre 1965  |
| Sabah III             | 24 novembre 1965  | 31 décembre 1977  |
| Jaber III             | 31 décembre 1977  | 2 août 1990       |
| Gouvernorat du Koweït |                   |                   |
| Alaa Hussein Ali      | 2 août 1990       | 8 août 1990       |
| Ali Hassan al-Majid   | 8 août 1990       | Novembre 1990     |
| Aziz Salih Numan      | Novembre 1990     | 27 février 1991   |
| État du Koweït        |                   |                   |
| Jaber III             | 27 février 1991   | 15 janvier 2006   |
| Saad                  | 15 janvier 2006   | 24 janvier 2006   |
| Sabah IV              | 24 janvier 2006   | 29 septembre 2020 |
| Nawaf                 | 30 septembre 2020 | 16 décembre 2023  |
| Mishal                | 16 décembre 2023  | en cours          |

## Titre
- Cheikhat du Koweït, 1752-1961 : cheikh
- État du Koweït, 1961-1990 : émir
- Gouvernorat du Koweït, 1990-1991 : gouverneur
- État du Koweït, 1991-présent : émir